# Adesmia ciliata
Adesmia ciliata är en ärtväxtart som beskrevs av Julius Rudolph Theodor Vogel. Adesmia ciliata ingår i släktet Adesmia och familjen ärtväxter.

## Underarter
Arten delas in i följande underarter:
- A. c. ciliata
- A. c. graminetorum